# Fabien Laurenti
Fabien Laurenti (Marseille, 1 juni 1983) is een Franse voetballer (verdediger) die sinds 2010 voor de Franse eersteklasser AC Arles-Avignon uitkomt. Eerder speelde hij voor Olympique Marseille, AC Ajaccio, RC Lens en Stade Brest.